# Stefan Grabiński
Pour les articles homonymes, voir Grabiński.
Stefan Grabiński (26 février 1887, Kamianka-Bouzka - 12 novembre 1936, Lviv) est un écrivain polonais de littérature fantastique et horrifique.
Il est parfois présenté comme le « Poe polonais » ou le « Lovecraft polonais », bien que son œuvre présente plutôt des affinités avec le surréalisme ou l'érotisme, tout en se situant bien à part.
Il était connaisseur en parapsychologie, en magie et en démonologie. Il s'intéressait tout particulièrement aux cinéastes expressionniste allemand.
Il meurt le 12 novembre 1936 de la tuberculose.

## Recueils de nouvelles
- Z wyjątków. W pomrokach wiary (1909) (pseud. Stefan Żalny)

- Z wyjątków

- Na wzgórzu róż (1918)

- Demon ruchu (1919, rééd. 1922)

- Demon ruchu (1919)

- Szalony pątnik (1920)

- Niesamowita opowieść (1922)

- Księga ognia (1922)

- Namiętność (L'Appassionata). Opowieść wenecka (1930)

## Pièces de théâtre
- Ciemne siły (Willa nad morzem) : Dramat w trzech aktach (1921)
- Zaduszki (1921)
  1. Strzygoń. Klechda zaduszna (manuscrit)
  2. W dzień zaduszny (manuscrit)
  3. Sen Krysty. Misterium zaduszne (manuscrit)
- Larwy ou Manowiec (1927) (manuscrits)

## Romans
- Salamandra (1924)
- Cień Bafometa (1926)
- Klasztor i morze (1928)
- Wyspa Itongo (1936)

## Essais littéraires et autobiographiques
- [Autoreferat] in « Sylwetki pisarzy lwowskich », Lwowskie Wiadomości muzyczne i literackie, 1934, n° 83, p. 1.
- « Książę fantastów (E. A. Poë) : Studjum literackie », Lwowskie Wiadomości muzyczne i literackie, 1931, n° 3, p. 1; n° 4, p. 1-2; n° 5, p. 2-3.
- « O twórczości fantastycznej. Jej geneza i źrodła. (Wstęp do szkicu) », Lwowskie Wiadomości Muzyczne i Literackie, 1928, n° 10, p. 1-2.
- « Wyznania », Polonia, 1926, n° 141, p. 12-13.
- « Zagadnienie oryginalności w twórczości literackiej », Pamiętnik Literacki, 1925/1926, n° 22/23, p. 1-7.
- « Z mojej pracowni. Opowieść o „Maszyniście Grocie”. Dzieje noweli – przyczynek do psychologii tworzenia », Skamander, 1920, n° 2, p. 106-112.

## Traductions en langue française
- « La Voie de garage » in Fantastique : 60 récits de terreur, Roger Caillois (éd.), [Paris] : Le Club français du livre, 1958, traduit du polonais par Madame Halicka, p. 427-439.
- « La Voie de garage » in Anthologie du fantastique, tome 2, Roger Caillois (éd.), Paris : Gallimard, 1966 (&1978); traduit du polonais par Madame Halicka, p. 324-344.
- « La Maîtresse de Szamota » in Le Visage Vert, 2018, n° 30, traduit du polonais par Pierre Van Cutsem, p. 31-48.
- « La Voie de garage » in Le Visage Vert, 2018, n°30, traduit du polonais par Pierre Van Cutsem, p. 49-74.